# Organ Spot
Organ Spot est un trio de jazz polonais fondé en 2011. Il se distingue par sa configuration classique — orgue Hammond, guitare et batterie — et par un répertoire qui mêle compositions originales et relectures contemporaines de standards du jazz. Leur musique s'inscrit dans la tradition du soul jazz et du hard bop, tout en intégrant une sensibilité moderne.

## Histoire
Le groupe est constitué de :
- Kajetan Galas – orgue Hammond[2];
- Szymon Mika – guitare ;
- Bartek Staromiejski – batterie[3].

Avant la sortie de leur premier album, les membres du trio collaborent régulièrement et se produisent en concert à travers la Pologne et l'Europe. Le projet prend une dimension plus structurée en 2011, avec une orientation affirmée vers le format classique du trio orgue-guitare-batterie.
En 2012, Organ Spot remporte plusieurs distinctions : la première place du concours Young Best Jazz, la deuxième place au concours international de jazz d'Azoty Tarnów et le Grand Prix individuel de guitare pour Szymon Mika lors du festival Jazz Nad Odrą à Wrocław.

## Discographie
- Organ Spot (SJ Records, 2013) : premier album du trio, enregistré avec un orgue Hammond des années 1960. Le disque contient des compositions originales et quelques arrangements modernes de standards[4] ;
- Oitago (SJ Records, 2023) : second opus, inspiré d'une légende jazz fictive. Il réunit six compositions de Kajetan Galas et deux reprises de standards, dans un style soul jazz raffiné[2][5].

## Style musical
Le trio se fonde sur la tradition du soul jazz des années 1960, s'inspirant notamment de formations dirigées par Jimmy Smith ou Larry Young. Leur musique se caractérise par un swing énergique, un goût pour la mélodie et des improvisations. L'utilisation d'un orgue Hammond vintage apporte une chaleur particulière au timbre global du groupe.

## Membres
- Kajetan Galas : organiste reconnu sur la scène jazz polonaise. Lauréat de plusieurs concours (Jazz Nad Odrą, Blue Note Jazz Competition, Novum Jazz Festival), il est également bénéficiaire de la bourse de création artistique de la ville de Cracovie en 2023. Artiste officiel de Hammond Polska[2] ;
- Szymon Mika : guitariste formé en Pologne et en Suisse, il remporte en 2015 le premier prix du concours international de guitare jazz Jarek Śmietana. Il a participé au programme Focusyear à Bâle avec Dave Holland, Joshua Redman et Kurt Rosenwinkel. Leader de plusieurs projets personnels, il collabore aussi avec de nombreux groupes européens[6] ;
- Bartek Staromiejski : batteur actif dans de nombreux projets jazz, reconnu pour sa précision rythmique et sa capacité à dialoguer finement avec les autres instruments[3].

## Récompenses
- Grand Prix individuel Jazz Nad Odrą (Szymon Mika, guitare), 2012[3];
- 1re place – concours Young Best Jazz, 2012 ;
- 2e place – Azoty Tarnów International Jazz Contest, 2012.